# Пагода Суле

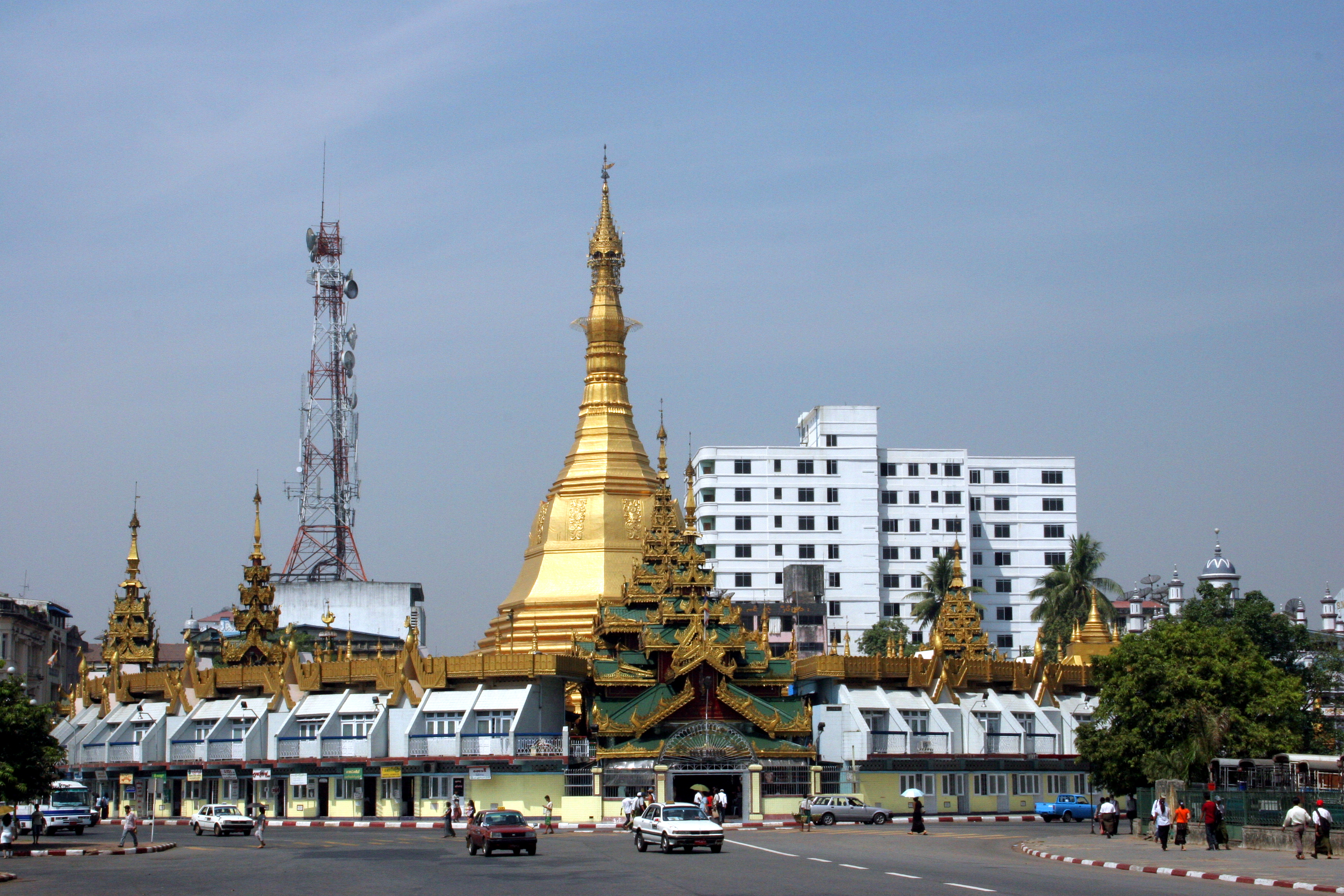
Пагода Суле окружена буддистскими магазинчиками

Пагода Суле (бирм. ဆူးလေဘုရား, схуле буйа) — ступа, расположенная в центре кругового перекрёстка улицы пагоды Суле и улицы Махабандула в центральной части Рангуна (Мьянма).
Особенность пагоды заключается в том, что центральная ступа имеет восемь граней по всей высоте. Высота ступы — 48 метров. Англичане во время колонизации использовали пагоду как начало отсчета для нумерации улиц в центре Рангуна.

## История и этимология
Предполагается, что пагода была построена более 2000 лет назад и содержит волос Будды. Её название на языке Мон — Чак Атхок — означает «Пагода со священным волосом». По легенде, король Уккалапа проводил в этой пагоде встречи для планирования постройки пагоды Шведагон. Бирманское слово «Су-веи» («встреча») со временем преобразовалось в «Суле».